# 香山客運站
24°45′23″N 120°57′12″E / 24.75639°N 120.95333°E
香山客運站，又稱香山轉運站，位於臺灣新竹市香山區，為公路客運站，由新竹市政府管理。
此站主要服務對象為香山區三所大學（中華大學、玄奘大學、元培科技大學）的三萬名師生。站址為新竹市香山區五福路二段757-1號。

## 運輸機能
香山客運站於2008年啟用，當時共有6家汽車客運業者（包括：國光客運、豪泰客運、阿羅哈客運、苗栗客運、新竹客運、台中客運）進駐營運載客，包含一般公路客運以及國道客運，每日達150以上班次停靠。國道客運路線主要為中華大學至臺北、中華大學至台中，車程約一小時，週末加開往返中壢的路線。一般公路客運路線至新竹火車站約20分鐘。客運站的轉運機能有效的降低當地私人載具之使用，其班次隨三間大學的作息而有調整。2008年底週末的日運量達到1500人次。

## 車站佈局
香山客運站位於新竹市香山區中華大學校區東側，緊依國道3號茄苳交流道。占地面積0.8公頃，有6席港灣式月台，600平方公尺的旅客候車空間，汽車停車場60席，機車停車場200席，向中華大學、縣道117線各開一個出入口。另設有客運動態資訊系統、廁所以及景觀植栽等設施。

## 汽車客運路線
| 汽車客運公司 | 月台號            | 路線 |
| ------------ | ----------------- | --- |
| 苗栗客運     | 第一月台          | 【綠線】經國路口－香山轉運站                                                                             |
| 豪泰客運     | 第三月台          | 【2011支線B】台北轉運站－國道一號－中華大學－元培醫事科技大學 〔經茄苳交流道〕                           |
| 豪泰客運     | 第三月台          | 【2011支線C】台北轉運站－國道一號－交大南大門－中華大學－元培醫事科技大學 （經陽明交通大學、茄苳交流道） |
| 國光客運     | 第四月台 第五月台 | 【1822支線】臺北－新竹〔經中華大學〕、【1866支線A】 元培－朝馬                                           |
| 亦捷科際     | 第六月台          | 【5604】 新竹－內湖（經茄苳湖）                                                                          |
| 台灣大車隊   |                   | 【幸福小黃香村線】 三姓橋火車站－香山轉運站（經香村路）                                                  |